# 1. československá fotbalová liga 1965/1966
1. československou ligu v sezóně 1965 – 1966 vyhrála Dukla Praha.

## Tabulka ligy
| Poř. | Tým                    | Z  | V  | R  | P  | VG | OG | B  |
| ---- | ---------------------- | -- | -- | -- | -- | -- | -- | -- |
| 1.   | Dukla Praha            | 26 | 13 | 7  | 6  | 40 | 23 | 33 |
| 2.   | Sparta Praha           | 26 | 13 | 7  | 6  | 47 | 30 | 33 |
| 3.   | Slavia Praha           | 26 | 12 | 9  | 5  | 35 | 24 | 33 |
| 4.   | Inter Bratislava       | 26 | 10 | 10 | 6  | 36 | 30 | 30 |
| 5.   | Jednota Trenčín        | 26 | 10 | 8  | 8  | 27 | 21 | 28 |
| 6.   | Spartak Trnava         | 26 | 12 | 3  | 11 | 34 | 26 | 27 |
| 7.   | Slovan Bratislava      | 26 | 9  | 7  | 10 | 34 | 29 | 25 |
| 8.   | Spartak Hradec Králové | 26 | 8  | 9  | 9  | 29 | 34 | 25 |
| 9.   | VSS Košice             | 26 | 8  | 8  | 10 | 26 | 31 | 24 |
| 10.  | Spartak ZJŠ Brno       | 26 | 5  | 12 | 9  | 21 | 31 | 22 |
| 11.  | Sklo Union Teplice     | 26 | 9  | 4  | 13 | 20 | 36 | 22 |
| 12.  | TJ Lokomotíva Košice   | 26 | 7  | 8  | 11 | 19 | 39 | 22 |
| 13.  | Baník Ostrava          | 26 | 8  | 5  | 13 | 36 | 38 | 21 |
| 14.  | Tatran Prešov          | 26 | 5  | 9  | 12 | 24 | 36 | 19 |

## Soupisky mužstev

### Dukla Praha
Ivo Viktor (26/0/12) –
Jan Brumovský (17/4),
Jiří Čadek (26/0),
Miroslav Čmarada (20/0),
Milan Dvořák (11/0),
Ján Geleta (16/0),
Josef Jelínek (9/3),
František Knebort (20/5),
Karel Knesl (1/0),
Josef Masopust (24/6),
Jozef Morávek (7/2),
Ivan Mráz (4/1),
Josef Nedorost (14/6),
Ivan Novák (15/0),
Ladislav Novák (13/0),
Svatopluk Pluskal (2/0),
Miroslav Rödr (9/2),
Ján Strausz (3/0),
František Šafránek (1/0),
Stanislav Štrunc (15/7),
Vladimír Táborský (10/0),
Josef Vacenovský (23/4) –
trenéři Jaroslav Vejvoda (1.–13. kolo) a Bohumil Musil (14.–26. kolo), asistent trenéra Milan Tošnar

### Sparta Praha
Pavel Kouba (13/0/4),
Antonín Kramerius (13/0/6) –
Vladimír Bartoň (4/0),
Josef Bouška (8/1),
Pavel Dyba (21/4),
Jiří Gůra (3/0),
Pavol Hudcovský (19/0),
František Jílek (16/2),
Milan Kollár (11/0),
Vladimír Kos (22/4),
Tadeáš Kraus (3/1),
Andrej Kvašňák (18/11),
Václav Mašek (21/9),
Václav Migas (12/1),
Ivan Mráz (12/6),
Tomáš Pospíchal (13/4),
Vladimír Táborský (12/0),
Jiří Tichý (22/0),
Josef Vojta (22/0),
Václav Vrána (21/3) –
trenér Václav Ježek

### Slavia Praha
Miroslav Landa (1/0/0),
Josef Ledecký (26/0/9),
Jiří Vošta (1/0/0) –
Josef Beran (9/0),
Jiří Hildebrandt (26/0),
Josef Kadraba (26/13),
Karel Knesl (11/1),
Jan Lála (25/0),
Zdeněk Mittelbach (2/0),
Karel Nepomucký (26/3),
Josef Píša (23/8),
Bohumil Richtrmoc (4/0),
Bohumil Smolík (25/0),
František Šindelář (21/1),
Bedřich Tesař (18/0),
František Uldrych (13/1),
František Veselý (26/5),
Miloslav Ziegler (5/1) –
trenér František Ipser

### Inter Bratislava
Peter Fülle (25/0/6),
Justín Javorek (2/0/0) –
Titus Buberník (26/0),
Ivan Daňo (19/0),
Ottmar Deutsch (4/0),
Milan Dolinský (4/3),
Ján Feriančík (16/0),
Eduard Gáborík (16/1),
Milan Hrica (23/0),
Mikuláš Krnáč (1/0),
Jozef Levický (22/6),
Štefan Matlák (4/0),
Michal Medviď (14/4),
Pavol Molnár (20/3),
Gustáv Mráz (3/0),
Anton Obložinský (21/7),
Ján Ondrášek (19/3),
Juraj Szikora (24/7),
Vladimír Weiss (24/1) –
trenér Karol Bučko

### Jednota Trenčín
Vojtech Oravec (4/0/1),
Tibor Rihošek (22/0/13) –
Dušan Bartovič (4/0),
Pavol Bencz (25/11),
Miroslav Čemez (25/0),
Telesfor Halmo (7/0),
Milan Hochel (12/0),
Štefan Hojsík (26/0),
Miroslav Kľuka (2/0),
Ľudovít Koiš (26/2),
Marián Kozinka (12/1),
Vojtech Masný (26/4),
Vladimír Mojžiš (18/0),
Milan Navrátil (25/6),
Anton Pokorný (24/0),
Štefan Rebro (2/0),
Ferdinand Schwarz (2/0),
Rudolf Šefčík (17/1),
… Šmolík (1/0),
Peter Žitňanský (6/0) –
trenéři Milan Rovňan (1.–13. kolo) a Michal Vičan (14.–26. kolo)

### Spartak Trnava
Josef Geryk (13/0/5),
Ján Hrnčírik (1/0/0),
František Kozinka (4/0/1),
Imrich Stacho (9/0/3) –
Jozef Adamec (11/4),
Ján Benko (3/0),
Emil Brunovský (17/1),
Dušan Gabalec (10/0),
Vladimír Hagara (2/0),
Anton Hrušecký (21/3),
Stanislav Jarábek (25/0),
Dušan Kabát (25/2),
Jaroslav Kravárik (26/7),
Ladislav Kuna (24/4),
Kamil Majerník (26/1),
Emanuel Mihálek (1/0),
Michal Pavlíček (1/0),
Jozef Štibrányi (17/2),
Valerián Švec (25/9),
Ján Zlocha (26/1) –
trenér Anton Malatinský

### Slovan Bratislava
Viliam Schrojf (3/0/0),
Alexander Vencel (23/0/7) –
Jozef Adamec (2/1),
Igor Bachner (1/0),
Jaromír Börčök (2/0),
Ľudovít Cvetler (25/2),
Ladislav Čobej (1/0),
Jozef Fillo (12/0),
Ján Hoffman (3/0),
Alexander Horváth (25/4),
Ivan Hrdlička (25/10),
Vladimír Hrivnák (4/0),
Marián Jokel (1/0),
Karol Jokl (21/8),
Viliam Laššo (1/0),
Štefan Lukáč (1/0),
Ján Medviď (15/2),
Peter Mutkovič (8/0),
Václav Nedomanský (1/0),
Jozef Obert (13/4),
Vladimír Pisárik (6/1),
Ján Popluhár (26/0),
Jaroslav Šišolák (5/0),
Ján Šlosiarik (12/0),
Jozef Tománek (18/2),
Anton Urban (25/0),
Jozef Vengloš (7/0) –
trenéři Leopold Šťastný (1.–11. kolo), František Skyva (12.–13. kolo)  a Jozef Čurgaly (14.–26. kolo)

### Spartak Hradec Králové
Jindřich Jindra (18/0/5),
Milan Paulus (8/0/2) –
Jozef Buránsky (1/0),
Gustav Deutsch (1/0),
Jiří Dvořák (6/0),
František Huml (16/0),
František Kopečný (4/1),
Ladislav Moník (26/1),
Zdeněk Pičman (26/0),
Ladislav Pokorný (19/0),
Pavel Rampas (2/1),
Edmund Schmidt (17/4),
František Silbernágl (25/3),
Bedřich Šonka (15/4),
František Šuranský (15/2),
Rudolf Tauchen (24/4),
Petr Zahálka (23/0),
Miroslav Zelinka (14/0),
Zdeněk Zikán (26/8) –
trenér František Havránek

### VSS Košice
Anton Švajlen (26/0/11) –
Jaroslav Boroš (10/0),
Gejza Csákvári (4/0),
Jozef Desiatnik (24/3),
Alexander Felszeghy (2/0),
Ladislav Gacek (8/0),
František Hoholko (2/0),
Štefan Jutka (22/0),
Július Kánássy (26/3),
Milan Mravec (17/7),
Augustín Müller (5/1),
Michal Pavlík (19/1),
Ivan Piršč (22/0),
Jaroslav Pollák (25/3),
Anton Smetana (2/0),
Juraj Šomoši (23/2),
Štefan Tóth (26/0),
Tibor Tóth (23/4) –
trenér Štefan Jačiansky

### Spartak ZJŠ Brno
František Schmucker (26/0/8) –
Ján Brada (8/2),
Vlastimil Bubník (10/2),
Zdeněk Farmačka (15/2),
Bohumil Hlaváč (5/0),
Tomáš Hradský (10/1),
Viliam Hrnčár (22/3),
Čestmír Chaloupka (12/1),
František Janků (4/0),
Juraj Janoščin (26/0),
Karel Kohlík (17/0),
Karel Komárek (21/0),
Karel Lichtnégl (22/1),
Václav Lunda (3/0),
Bohumil Píšek (24/2),
Jan Stloukal (2/0),
Jiří Sýkora (11/3),
Miroslav Vítů (24/0),
Bořivoj Voborný (1/0),
Jaroslav Vojta (23/4) –
trenér Karel Kolský

### Sklo Union Teplice
Václav Kameník (6/0/2),
Jiří Sedláček (21/0/7) –
Jaroslav Dočkal (25/4),
Jiří Grund (23/4),
Miloš Herbst (8/3),
Jiří Hoffmann (16/0),
Milan Holomoj (23/4),
Ján Kirth (15/3),
Milan Kopecký (14/0),
Eduard Kubrický (4/0),
Jiří Kubrycht (18/2),
Alfréd Malina (25/0),
Josef Myslivec (26/0),
Jiří Petrželka (5/0),
Jiří Setínský (21/0),
Rudolf Smetana (26/0),
Emil Stibor (11/0) –
trenér Jan Kalous

### Lokomotíva Košice
Ladislav Čumita (10/0/1),
Ivan Ripper (6/0/0),
Viliam Schrojf (12/0/7),
Alois Večerka (1/0/0) –
Vladimír Bachratý (3/1),
Štefan Čaban (14/1),
Štefan Daňo (13/2),
Jozef Dubiel (1/0),
Viktor Duchnovský (1/0),
Štefan Gyurek (6/0),
František Hájek (23/1),
Ondrej Ištók (24/0),
Viktor Jarembák (12/0),
Mikuláš Kassai (22/3),
Štefan Lazar (26/0),
Ondrej Pončák (2/1),
Dezider Serfözö (15/4),
Adolf Scherer (26/3),
František Sohan (4/0),
Štefan Šándor (5/0),
Ján Šlosiarik (13/0),
František Šnýr (18/1),
Ladislav Turanský (9/2),
Milan Urban (26/0) –
trenéři František Feczko (1.–13. kolo) a Jozef Gögh (14.–26. kolo)

### Baník Ostrava
Josef Geryk (7/0/1),
Dušan Mikšík (6/0/0),
Vladimír Mokrohajský (15/0/4) –
Alfréd Barsch (24/0),
Valerián Bartalský (13/5),
Prokop Daněk (9/0),
Karel Dvořák (15/0),
Jozef Haspra (13/3),
Jan Chlopek (3/0),
Karel Jünger (21/3),
Jan Kniezek (20/0),
Bedřich Köhler (6/0),
Jiří Kománek (17/1),
Ladislav Michalík (24/15),
Anton Ondák (13/2),
Rudolf Poisel (2/0),
Antonín Řezníček (8/0),
Milan Sirý (2/0),
Otmar Sládeček (6/0),
Zdeněk Stanczo (26/2),
Eduard Swiech (11/2),
František Valošek (11/2),
Jiří Večerek (16/1) –
trenéři Zdeněk Šajer (1.–13. kolo) a František Bičiště (14.–26. kolo)

### Tatran Prešov
Július Holeš (26/0/7) –
Jozef Bomba (23/2),
Tomáš Dzurej (11/0),
Dušan Gabalec (10/0),
Jozef Gavroň (6/0),
Ján Grenčík (11/2),
Anton Kozman (25/1),
Štefan Kulan (14/0),
Jozef Majerník (5/0),
Jozef Milko (6/0),
Jozef Olejník (7/1),
Jozef Obert (13/4),
Štefan Páll (26/0),
Ladislav Pavlovič (4/0),
Karol Petroš (5/0),
Jozef Petruľák (25/3),
Alexander Rias (24/0),
Ľudovít Štefan (25/9),
Ján Turčányi (9/0),
Milan Vinkler (2/0),
Štefan Zsarnay (10/0) –
trenéři Jozef Steiner (1.–23. kolo) a Gejza Sabanoš (24.–26. kolo)